# 圣西普里亚诺-德巴利亚尔塔
圣西普里亚诺-德巴利亚尔塔，是西班牙加泰罗尼亚巴塞罗那省的一个市镇。总面积16平方公里，总人口1951人（2001年），人口密度122人/平方公里。